# Gyula Juhász

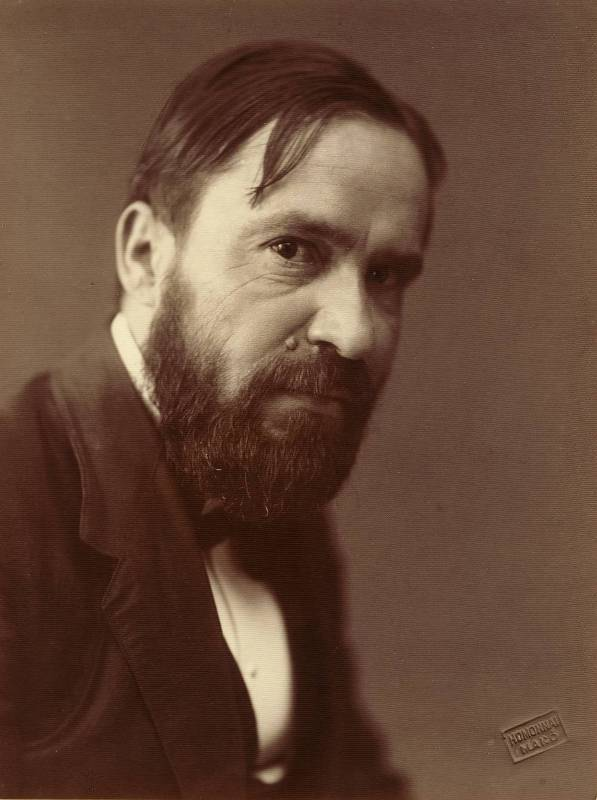
Gyula Juhász

Gyula Juhász, född 4 april 1883 i Szeged, Ungern, död 6 april 1937 i Szeged, var en ungersk poet, en framträdande representant för den moderna ungerska lyriken.
Hans första dikter publicerades 1899. Mellan 1902 och 1906 studerade han vid Eötvös Loránduniversitetet i Budapest där han bland andra träffade Mihály Babits och Dezső Kosztolányi.
Han var först en stor beundrare av Friedrich Nietzsche, men övergick senare till nationella och religiösa motiv. Bland hans verk märks Versek (1907) och Testamentum (1925). I sina dikter skildrade han med inlevelse det ungerska landskapet och bylivet.